# Pfaffia tomentosa
Pfaffia tomentosa är en amarantväxtart som beskrevs av Carl Friedrich Philipp von Martius. Pfaffia tomentosa ingår i släktet Pfaffia och familjen amarantväxter. Inga underarter finns listade i Catalogue of Life.